# 高金凤
高金凤（？—），女，汉族，中华人民共和国政治人物。现任泰州市姜堰区实验小学教育集团校长。第十四届全国政协委员。